# Quick (restauration)
Pour les articles homonymes, voir Quick.
 (juillet 2025).
Causes possibles :
- Rédaction non-neutre car ne respectant pas la synthèse équilibrée attendue.
- Plan structurant la page comme une brochure promotionnelle ou une plaquette institutionnelle.
- Nombreuses informations sans réelle pertinence encyclopédique et pourtant montées en épingle. Ceci peut notamment se faire en recourant à des sources primaires ou non centrées, ou encore à un « cherry picking » des sources ; dans certains cas, cette utilisation des sources peut même donner lieu à une « synthèse inédite ».

Rappel : la pertinence des informations est à démontrer par des sources secondaires indépendantes et de qualité traitant le sujet.
Quick (/kwik/) est une chaîne de restauration rapide créée en Belgique en 1971 et qui s'implante en France en 1980.
Fin 2019, la société possède une centaine de restaurants, principalement en France (dont en Nouvelle-Calédonie et en Martinique), mais aussi en Europe.
Quick est rachetée en 2015 par le groupe Bertrand en vue d'une transformation de tous les restaurants Quick en des restaurants Burger King d'ici 2020. L'acquisition des restaurants Quick belges et luxembourgeois est finalisée en septembre 2016 par la société QSR Belgium auprès du Groupe Bertrand.
En 2019, le groupe Bertrand abandonne le projet initial qui était de transformer tous les restaurants Quick en Burger King. En août 2021, la franchise française de Quick est cédée au fonds d'investissement américain HIG Capital mais moins de 3 ans après le groupe américain décide de remettre en vente la chaîne de restauration rapide après avoir triplé la rentabilité.

## Histoire

### Débuts
La chaîne Quick Restaurant est fondée en 1971 en Belgique par les dirigeants de GB Entreprises. Les deux premiers restaurants ouvrent à Schoten, dans la province d’Anvers, et à Waterloo, sur le parking des hypermarchés de l’enseigne GB. Les pommes de terre sont épluchées chaque jour à la main dans les cuisines des restaurants[source insuffisante]. En France, le premier restaurant Quick ouvre le 19 juillet 1980 à Aix-en-Provence, sur le cours Mirabeau[source insuffisante].

### Popularisation
En 1983, Quick s'installe au Luxembourg[source insuffisante]. En 1983 arrive le premier restaurant service au volant (Plan de Campagne) et des salades s'ajoutent à la carte[source insuffisante]. À partir de 1991, Quick lance la franchise en France avec son nouveau menu[source insuffisante],[source insuffisante]. En 1997, Quick rachète une partie des restaurants Burger King qui quitte la France[source insuffisante]. En 1999, Quick a 9 773 salariés équivalent temps plein (407 restaurants)[source insuffisante]. En janvier 2000, Quick ferme totalement le marché (2)[pas clair] aux Pays-Bas[source insuffisante]. En 2001, Quick s'installe sur l'île de la Réunion[source insuffisante]. Entre 2001 et 2004 inclus, Quick a fermé 86 restaurants (33 en France, 37 en Belgique et 16 dans le reste du monde dont la fermeture totale du marché (11)[pas clair] en Hongrie fin 2001[source insuffisante] et la fermeture totale du marché (1)[pas clair] en Slovénie en juillet 2002[source insuffisante]). En 2003, Quick introduit une mascotte représentant un enfant de huit ans à tête de hamburger, Quickos.
À partir de 2006, des[évasif] produits ont sur leurs emballages, des[évasif] informations nutritionnelles[source insuffisante]. À partir de 2007, les pommes de terre ne sont plus salées (2009 pour les steaks)[source insuffisante]et les bornes Wi-Fi sont implantées[source insuffisante]. En mars 2007, Quick ouvre son premier restaurant en Algérie (Alger)[source insuffisante]. En 2011, trois points de vente ferment en Algérie. En 2008, deux restaurants sont ouverts en Russie (Moscou et Toula). En Europe, Quick ouvre un premier restaurant en Espagne (Barcelone) et le ferme en 2010 en raison du chiffre d’affaires trop bas. En 2009, l'entreprise ferme délibérément un Quick à Albi, pour manquement d'hygiène et retire son contrat de franchise au franchisé pour non-respect aux règles du groupe. Depuis le Quick d'Albi a été repris par une nouvelle franchisée. Entièrement rénové en 2012, et élu « Meilleure Franchise 2013 », avant de fermer à nouveau en 2018 pour être repris par la nouvelle enseigne Burger King.
Cédée par la CNP de l'homme d'affaires belge Albert Frère, elle est nationalisée en 2007 à la suite de l'OPA amicale d'une filiale de la Caisse des dépôts et consignations (CDC Capital-investissement, devenue Qualium en 2010), pour la somme de 800 millions d'euros. Le capital est détenu à hauteur de 6 % par le management et le reste par Financière Quick S.A.S, société contrôlée par des FCPR gérés par Qualium Investissement. En 2015, Quick est rachetée par le groupe Olivier Bertrand, actionnaire majoritaire de Burger King France, pour un prix de 600 millions d'euros.
Le rachat du groupe Quick en 2007 par l’État français a été dénoncé par l'homme d'affaires français Jean-Marie Kunh qui a intenté plusieurs actions en justice contre la CDC et Albert Frère, qui aurait permis à ce dernier à entrer au capital de GDF Suez dans des conditions avantageuses. Lors d'une séance de questions au gouvernement en 2010, un sénateur socialiste, Martial Bourquin, a produit des documents internes du groupe, datant de 2004, qui évaluaient le groupe à 650 millions d'euros. L'affaire Quick a incité la CDC à modifier le nom de sa filiale en 2010 pour faire face à cette mauvaise publicité. En avril 2012, le candidat à l'élection présidentielle François Hollande a promis une investigation sur ce dossier afin « d'être impitoyable à l'égard de la corruption ».

### Depuis les années 2010

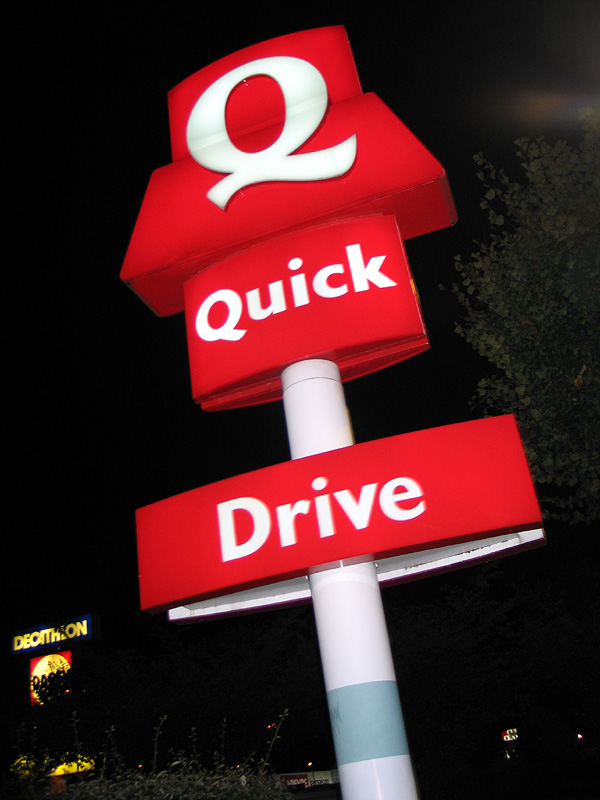
Enseigne du « Quick drive » d'un restaurant de Montigny-lès-Cormeilles dans le Val-d'Oise en France.

Quick crée en février 2010 la polémique en testant dans 8 de ses 362 restaurants français une proposition d’offre de produits à base de viande certifiée halal dans lesquels le bacon de certains menus est remplacé par de la dinde fumée : une partie de la classe politique s'insurge du procédé,,, quand une autre défend la liberté de commerce,. Le 31 août 2010, Quick annonce qu'il étend son offre de produits à base de viande certifiée halal tout en continuant à vendre les produits de la carte disponibles dans tous les restaurants Quick à savoir les recettes à base de poisson, de légumes ou de fromage (burgers, Clubs, dips, salades), ainsi que les frites, les desserts et les boissons, dont la bière, à 14 nouveaux restaurants en France à compter du lendemain, le 1er septembre, ce qui portera à 22 le nombre d'établissements. Le 14 décembre 2010, Quick ouvre son plus grand restaurant de France à Furiani, près de Bastia, en Corse.
Le 22 janvier 2011, un client est mort d'une toxi-infection alimentaire à la suite du repas pris le soir du 21 janvier 2011 au Quick d'Avignon. Des staphylocoques dorés ont été retrouvés dans le restaurant (sur le plan de préparation des repas) ainsi que dans le liquide gastrique de la victime.
Le 21 juin 2011, Quick fête ses 40 ans d'enseigne Quick en Belgique et les 40 ans du groupe Quick à travers une exposition parrainée par le VIA « Quick 2050 : des écoles imaginent les scénarios du futur ».
Le 20 avril 2015, Quick ouvre son premier restaurant en Tunisie. Celui-ci a été officiellement inauguré le 7 mai 2015 en présence de ses promoteurs et plusieurs personnalités, dont M. Ridha Lahouel, ministre du Commerce.
Quick prévoit d'ouvrir deux autres restaurants en Tunisie avant la fin de 2015. Ces ouvertures s'inscrivent dans un plan de développement international en 2015. Ce plan prévoit l'ouverture trois restaurants à Tunis en master franchise avec le groupe Hachicha, cinq restaurants à Istanbul en franchise avec le groupe I.F.B., Un restaurant à Rabat et un à Casablanca en master franchise avec Ténor Group[source insuffisante].
Le 28 septembre 2015, Burger King entre en négociations avec Quick pour racheter l'enseigne dont la dette s'élève à 600 millions d'euros, l'empêchant d'effectuer les investissements nécessaires pour accompagner son développement,. Un restaurant Quick génère en moyenne 2,34 millions d'euros de chiffre d'affaires à l'époque, contre 3,39 millions pour McDonald's et 4,76 millions pour Burger King.
Le 10 décembre 2015, l'autorité de la concurrence autorise le rachat de l'enseigne par le Groupe Bertrand propriétaire de la franchise Burger King en France. L'opération permet à Burger King de devenir le numéro deux de la restauration rapide en France. Le groupe prévoit originellement de transformer tous les restaurants Quick en des restaurants Burger King. Burger King prévoit de conserver une quarantaine de restaurants Quick pour y développer une offre 100 % halal.
Si le groupe Bertrand devait fermer tous les restaurants à l'horizon 2020, les réformes au sein de Quick France, qui recentrent le restaurant sur ses produits phares et qui développent leur communication, permet une dynamisation de la croissance de Quick[source insuffisante] qui les incite à conserver entre 60 et 90[source insuffisante]restaurants de la marque. En 2019, les chiffres d'affaires sont de 5 à 10% supérieurs à ceux de l'année suivante, avec une croissance plus élevée estimée sur le long terme. Un projet d'expansion avec une ouverture de 100 nouveaux restaurants est ainsi envisagée, tandis que le groupe Bertrand envisage de revendre les restaurants Quick pour leur permettre une croissance autonome.
Trois restaurants Quick sont installés dans des Center Parcs en France : Les Trois Forêts en Moselle, Les Bois-Francs dans l'Eure et Le Bois aux daims dans la Vienne (Inaccessibles depuis l'extérieur).
Le 3 août 2021, le fonds d'investissement américain H.I.G. Capital (en) a annoncé le rachat de 107 restaurants, pour un montant estimé par l'Agefi à 240 millions d'euros. Cette opération devrait être bouclée fin 2021.
En 2024, Quick devient partenaire du Festival International de la BD d’Angoulême, dès l’édition 2025 du festival.

### Identité visuelle (logo)

Logo de 1971 à 1982.
Logo de 1982 à 1987.
Logo de 1987 à 1991.
Logo de 1991 à 1993.
Logo de 1993 à 2015.
Logo de 2015 à 2023 (en France, mais toujours utilisé en Belgique).
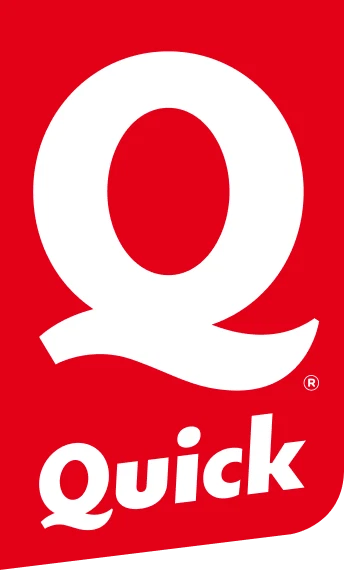
Logo depuis 2023 (en France).

### Slogans
Au cours de son histoire Quick a changé de nombreuses fois de slogan publicitaire :
- « Hamburger restaurant Quick, le restaurant de la liberté » (1971-1986)
- « Quick, le hamburger qui épate les Américains » (1986)
- « Quick, un goût plus fort que tout ! »
- « Quick, entre vous et nous c'est une histoire de goût ! » (1992)[53]
- « Quick, quand tu nous tiens » (1996)[53]
- « Quick, les hamburgers aussi ont droit à la différence » (1999)
- « C'est bon, vous êtes chez Quick ! » (2000)[54]
- « Nous, c'est le goût » / « Je gaat voor z'n smaak » en néerlandais (2003)[55]
- « Faire progresser la qualité chaque jour » (2011)[56]
- « Le meilleur pour vous, chaque jour » (2011)[53]
- « Tous chez Quick » (2012)
- « The power of burger » (2012)
- « Le goût d'en faire plus » / « Een smaak en meer » en néerlandais (2015)
- « Un goût de légende » (2016 en France)
- « Ton Quick. Ton goût. » en français / « Jouw Quick. Jouw Smaak. » en néerlandais (depuis 2017 en Belgique)
- « Le goût de se retrouver » (depuis 2023 en France)

## Implantations
| Pays                                     | Ouverture | Fermeture | Nombre de restaurants |
| ---------------------------------------- | --------- | --------- | --------------------- |
| Belgique                                 | 1971      |           | 76                    |
| France                                   | 1980      |           | 171                   |
| Luxembourg                               | 1983      |           | 3                     |
| Maroc                                    | 2016      |           | 8                     |
| La Réunion Martinique Nouvelle-Calédonie | n.c. 2009 | 2019      | 6                     |
| Anciennes implantations                  |           |           |                       |
| Allemagne                                | 1983      | 1988      | 12 (fermés)           |
| Royaume-Uni                              | 1983      | 1985      | 1 (fermé)             |
| Italie                                   | 1985      | 1995      | 10 (fermés)           |
| Pays-Bas                                 | 1995      | 2000      | 4 (fermés)            |
| Andorre                                  | 1997      | 2007      | 3 (fermés)            |
| Slovénie                                 | 2000      | 2002      | 1 (fermés)            |
| Hongrie                                  | 2000      | 2001      | 11 (fermés)           |
| Émirats arabes unis                      | 2003      | 2010      | 2 (fermés)            |
| Maroc                                    | 2004      | 2013      | 5 (fermés)            |
| Algérie                                  | 2007      | 2011      | 3 (fermés)            |
| Espagne                                  | 2008      | 2010      | 2 (fermés)            |
| Russie                                   | 2008      | 2014      | 7 (fermés)            |
| Turquie                                  | 2015      | 2015      | 4 (fermés)            |
| Tunisie                                  | 2015      | 2017      | 2 (fermés)            |

Au 16 juillet 2015 : 5 Burger By Quick en France métropolitaine, 384 Quick en métropole, 100 Quick en Belgique, Luxembourg.

## Chiffre d'affaires

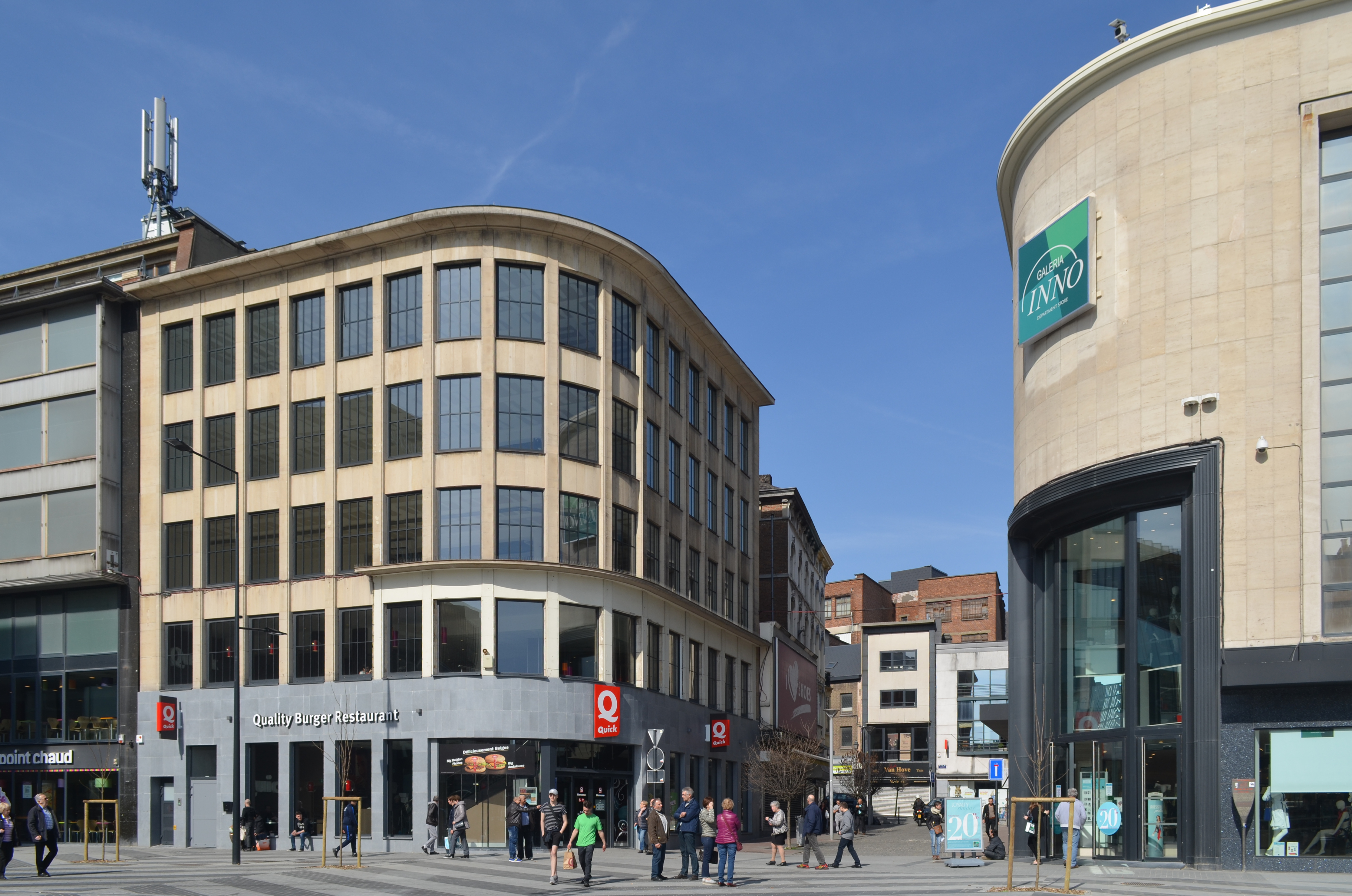
Le restaurant au boulevard Joseph Tirou à Charleroi en mars 2017.

En 1995, Quick implante 318 restaurants. En 1996, Quick a 371 restaurants. Au 31 décembre 2000, Quick a 426 restaurants. Au 31 décembre 2003, Quick a 398 restaurants. En 2003, la part de marché en France était de 26,5 % pour Quick contre 73,5 % pour McDonald's. En Belgique et au Luxembourg, elle était de 65 % pour Quick. Au 31 décembre 2004, Quick a 399 établissements.[source insuffisante]
2010 est l'année de la plus grande hausse du CA depuis plus de 15 ans avec plus de 11 % en France et plus de 8,6 % en Belgique. Les restaurants sont situés à 68 % en périphérie, 18 % au centre et 9 % dans les centres commerciaux. Quick déploie les bornes de commande et le libre service des boissons. L'ancienneté moyenne dépasse les 3 ans. 23 handicapés sont embauchés. Au 31 décembre 2010, il existait 483 restaurants à l'enseigne Quick dans le monde dont 80 % exploités en franchise soit 371 restaurants (810 millions d'euros de CA) en France, 92 restaurants (185 millions d'euros de CA) en Belgique et au Luxembourg et 20 en Russie et en Algérie[source insuffisante]
Au 31 décembre 2001, il existait 431 restaurants dans le monde dont 74,7 % franchisé. En 2011, il existait 493 restaurants à l'enseigne Quick dans 7 pays dont 80 % exploités en franchise soit 379 en France, 94 en Belgique et Luxembourg et 20 dans le monde. Le CA mondial est en 2011 de 982 millions d’euros[source insuffisante]
Le CA mondial est en 2011 : 982 millions d’euros | 2010 → 1028 | 2009 → 925,7 | 2008 → 893,1 | 2007 → 865,3 | 2006 → 806,9 | 2005 → 760,5 | 2004 → 722,1 | 2003 → 696,9 | 2002 → 678,7 | 2001 → 681,7 | 2000 → 669,0 | 1999 → 655,3 | 1998 → 618,4 | 1997 → 581,4 | 1996 → 533,0 millions d'euros (augmentation moyenne de 6,6 % par an entre 1996 à 2010 inclus).[source insuffisante]
En 2013, le CA de Quick atteignait 1,074 milliard d'euros, soit une hausse de 3,9 % par rapport à 2012[source insuffisante]. En 2014, les prévisions sont revues à la baisse avec un recul de 4 % selon Cédric Dugardin, président de Quick.
|                                           | 2014  | 2015  | 2016   | 2017   | 2018   | 2019 |
| ----------------------------------------- | ----- | ----- | ------ | ------ | ------ | ---- |
| Chiffre d'affaires en millions d'euros    | 318   | 298   | 290    | 327    | 316    |      |
| Résultat net en millions d'euros (pertes) | - 9,3 | -27,2 | - 23,7 | - 15,9 | - 10,4 |      |
| Effectif moyen annuel                     | 3 368 | 3 350 | 2 371  | 3 228  | 2 478  |      |

## Polémiques

### Rachat par la caisse des dépôts en 2006
La caisse des dépôts et des Consignations (CDC) est un organisme public crée en 1816. Souvent surnommée le « bras financier de l’État », la CDC est censée remplir des missions d’intérêt général. Elle utilise l’épargne du livret A pour ses opérations financières. En 2006, la CDC achète 95 % de l’entreprise Quick au milliardaire belge Albert Frère pour le montant controversé de 800 millions d’euros. Deux ans plus tôt, la chaîne de hamburgers était pourtant estimée à 300 millions d'euros. Au même moment, Albert Frère s’apprêtait à investir dans la fusion entre Gaz de France et Suez. Le prix de vente pourrait donc avoir été surévalué. De surcroît, ce genre de rachat n’est pas habituel pour l’État français, Quick ne correspondant pas aux critères d’investissement prônés par la CDC. En janvier 2010, soit trois ans plus tard, la CDC mandate la banque Rothschild pour céder sa participation, la CDC est pourtant censée faire des investissements de long terme. Quick est finalement revendu en 2015 au groupe Bertrand pour une valeur non communiquée. Après la revente des restaurants belges et luxembourgeois à un prix non communiqué, le groupe Bertrand revend le groupe au fonds américain HIG Capital pour 240 millions d'euros.
Certains, dont l'ancien collaborateur d’Albert Frère, Jean-Marie Kuhn, parlent de « scandale d’État ». Les relations de connivence entretenues par Albert Frère et Nicolas Sarkozy, alors président de la République au moment du rachat, interrogent. L'affaire touche donc non seulement le groupe Albert Frère, mais aussi le pouvoir politique. Albert Frère était présent au Fouquet’s, au lendemain de l’élection présidentielle du 6 mai 2007 et Nicolas Sarkozy a remis la grand-croix de la Légion d’honneur à Albert Frère et son associé, l’homme d’affaires canadien, Paul Desmarais en février 2008.

### Viande halal
La certification 100 % halal dans un certain nombre de villes comme à Châlons-en-Champagne en 2018 a provoqué des protestations et l'opposition de certains maires comme à Agde en 2018.

## Produits

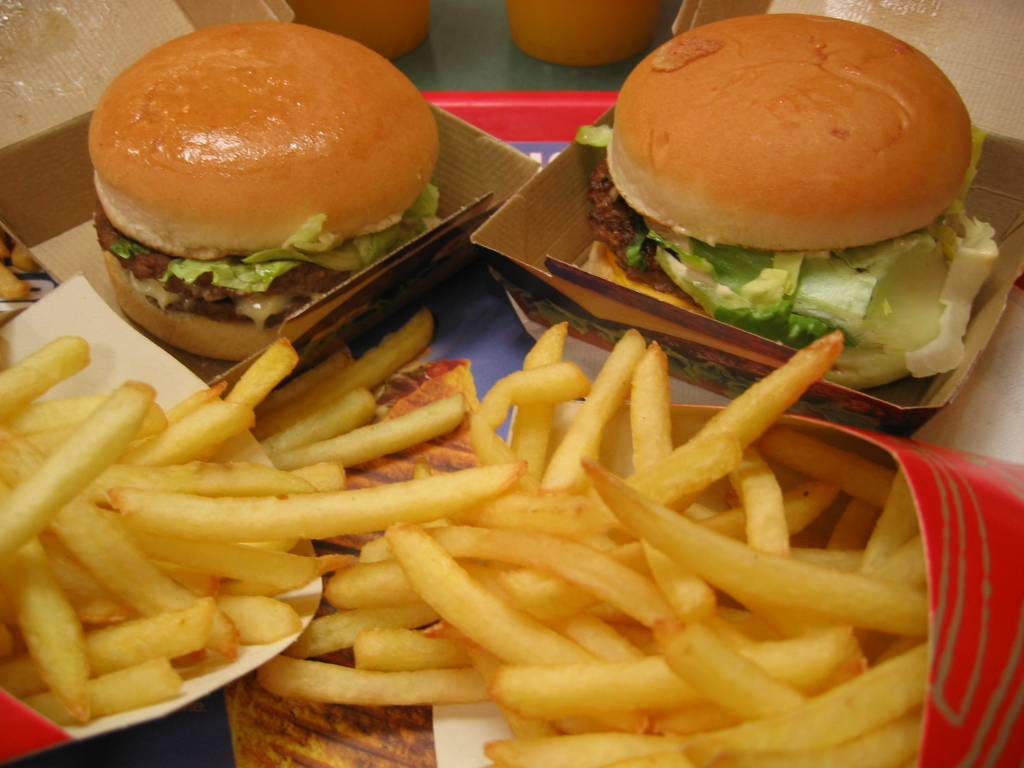
Plateau de hamburgers et de frites Quick.

Le hamburger culte[Quoi ?] de Quick est le Giant,[source insuffisante] avec sa sauce à base de mayonnaise, estragon, câpres, vinaigre et ketchup.
Le Quick'N Toast arrive en 1994[source insuffisante], c'est un sandwich aussi proche du croque-monsieur que du hamburger, puisqu'au classique pain à burger il substitue deux tranches de pain de mie grillé. Quick propose des bouchées panées (appelées Finger Foods) de blanc de poulet, d'ailes de poulet, de poisson ou de fromage.
Quick propose aussi des hamburgers spéciaux, vendus pendant six semaines en général. Pour janvier et février 2009, l'enseigne a mis l'accent sur un aliment censé être de saison et rappelant notamment les sports d'hiver : le fromage.
Quick a également sorti à plusieurs reprises des hamburgers sponsorisés par des célébrités françaises, organisant parfois, en guise de campagne marketing, des « duels » (faisant entrer en compétition deux burgers sponsorisés par deux personnes différentes et comptabilisant les ventes des deux produits). On peut citer dans ce cas le Cauet Burger sponsorisé par Sébastien Cauet, les Anelka'n Michalak Burgers via Nicolas Anelka et le Frédéric Michalak, les Omar'n Fred Burgers de Omar et Fred.
En 2011, Quick signe un partenariat de quatre ans avec le basketteur Tony Parker. Pour l'été 2017, Quick a proposé le Menu XL Crétin avec son Burger crétin[source insuffisante]. En 2025, Quick s'associe avec le rappeur marseillais Soprano et propose notamment le Menu Soprano.

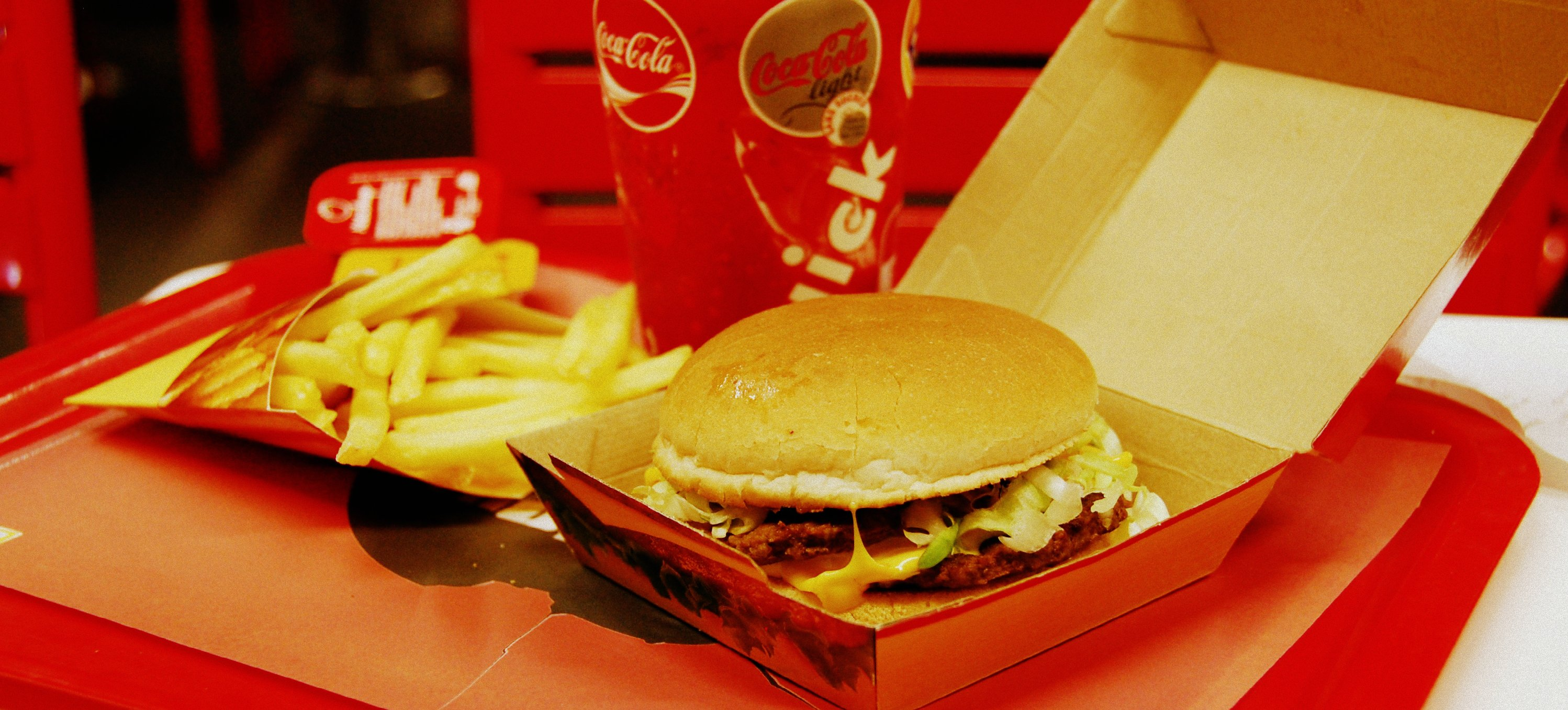
« Le Giant » est l'un des hamburgers servis dans les restaurants Quick.

La chaîne propose des menus associant un sandwich ou une salade avec une frite et une boisson, ainsi que des menus pour enfants en deux formats différents. Quick propose également des salades, des burgers poissons, des clubs-sandwichs, des frites, des desserts et des boissons (dont la bière). Les steaks hachés sont 100 % pur bœuf et muscle, sans additifs ni abats[source insuffisante]. En 2000, près de 1 000 tonnes de poisson pané sont vendus par an et environ 2 700 tonnes de steak haché par an[source insuffisante].
En 2010, Quick lance le premier burger bio et propose des produits biologiques de manière permanente (jus de fruits, yaourts), il sera suivi du burger bio Pepper.
Au Maroc, l'institut marocain de normalisation certifie que toutes les recettes sont certifiées halal[source insuffisante].